# Liste von Filmen mit Bezug zu Berlin

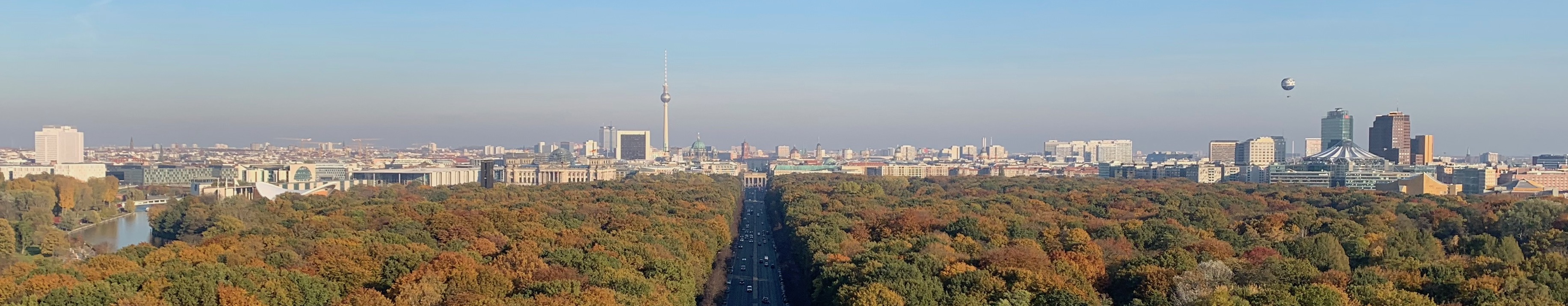
Berlin ist Handlungs- und Drehort vieler deutscher und internationaler Filmproduktionen

Die Liste von Filmen mit Bezug zu Berlin enthält herausragende Filme mit deutlichem Bezug zu Berlin, also Filme, die in dieser Stadt spielen, die Berlin zu einer bestimmten Epoche zeigen oder das politische, wirtschaftliche oder kulturelle Leben Berlins zum Thema haben. Die Filme sind nach ihrem Handlungszeitraum sortiert, nicht nach dem Produktionsjahr.

## Dokumentationen über Berlin
Dieser Abschnitt führt Dokumentationen auf, die Berlin als Ganzes oder in Teilbereichen behandeln. Das Produktionsland ist Deutschland, wenn nicht anders angegeben

### Berlin 1896–1945
- Alarm bei der Berliner Feuerwehr (Deutschland, 1896), Dokumentarfilm von Max Skladanowsky. Am Feuerwehrdepot in der Berliner Linienstraße, nahe dem Oranienburger Tor öffnen sich die Tore und die Gerätewagen werden per Hand herausgezogen.
- Unter den Linden (Deutschland, 1896), Dokumentarfilm von Max Skladanowsky. Die Kamera steht auf dem Boulevard Unter den Linden.
- Leben und Treiben am Alexanderplatz in Berlin (1896), Dokumentarfilm von Max Skladanowsky. Die Kamera steht auf dem Alexanderplatz und der Blick geht entlang der Königstraße in Richtung Rotes Rathaus.

- Der Räuberhauptmann von Köpenick und seine Begnadigung (1980), über den Schuster Wilhelm Voigt
- Besuch des englischen Königspaares in Berlin am 9.2.1909
- Zeppelin III in Berlin am 29.8.1909

- Die Stadt der Millionen (1925) ist ein experimentelles Porträt der damaligen Weltstadt Berlin, in dem Leben und Arbeit sowie Abend- und Freizeitbeschäftigung der Berliner Bevölkerung ebenso gezeigt werden, wie die neuesten Entwicklungen des Verkehrs und der Industrie. Die Zwischentitel des Stummfilms sind zum Teil im Berliner Dialekt gehalten.
- Berlin – Die Sinfonie der Großstadt (1927) beschreibt einen Tag in der Großstadt Berlin, die in den „Goldenen Zwanzigern“ einen industriellen Aufschwung erlebte, einer der bedeutendsten deutschen Dokumentarfilme.
- Markt in Berlin (1929), ein Markttag am Wittenbergplatz
- Zeitprobleme: Wie der Arbeiter wohnt (1930), Kurzfilm
- Verkannte Menschen (1932), über die israelitische Taubstummenanstalt in Berlin-Weißensee

- Olympia (1936/38), von Leni Riefenstahl, über die Olympischen Spiele 1936
- Symphonie einer Weltstadt (Berlin – Wie es war) (1941, erstaufgeführt 1950) zeigt (mit Ton) im Stil einer Stadtrundfahrt das Leben und Arbeiten in Berlin um 1941.

### Ost-Berlin 1945–1990
Die Filme wurden von der DEFA produziert, wenn nicht anders angegeben
- Geschichte einer Straße (1954), dokumentiert die Geschichte der Stalinallee zu einer Prachtstraße.
- Auf einem Bahnsteig (1957), Studentenkurzfilm, am S-Bahnhof Ostkreuz am Nachmittag eines Werktages, mit Studentenfilmpreis in Wien

- Ick und die die Berliner (1957), ein Spatz führt durch Ost-Berlin
- Tageskurs 1:4 (1958), über Schmuggel zwischen Ost- und West-Berlin

- Schaut auf diese Stadt (1962), Bewertungen des Mauerbaus vor einem Jahr aus DDR-Sicht
- Was wird aus Westberlin? (1963), propagandistische Überlegungen über die Zukunft von West-Berlin
- Deutschland – Endstation Ost (DDR, Belgien, 1964) zeigt den Alltag und das kulturelle Leben Ost-Berlins aus wohlwollender Perspektive.
- Forschungsstätte Museum (1968), über das Naturkundemuseum Berlin.
- Im Dienste des Volkes (1970), Studentenfilm, über den Alltag in einem Polizeirevier in Berlin-Karlshorst
- Die Kollwitz und ihre Kinder (1971), Studentenfilm, über spielende Kinder am gleichnamigen Denkmal im Prenzlauer Berg und zuschauende Erwachsene.
- Berliner Miniaturen (1971), Spaziergang durch die Ostberliner Kulturlandschaft.
- In Sachen H. und acht anderer (1972). thematisiert die Jugendkriminalität in Ost-Berlin.
- Wenn jeder tanzen würde, wie er wollte, na! (1972) stellt den Gesellschaftstanz und die Beatmusik gegenüber.
- Berlin-Milieu. Ackerstraße (1973), Staatliche Filmdokumentation beim Filmarchiv der DDR, über die Ackerstraße in Berlin-Mitte, mit Aufnahmen von den Grenzanlagen, damals unveröffentlicht
- Berlin-Totale: Wochenmarkt in Pankow (1973) Staatliche Filmdokumentation, damals unveröffentlicht
- Nachtarbeiter – Berlin, Herbst 73 (1974), über die Ost-Berliner Arbeitswelt bei Nacht.
- Leute vom Bau (1974), über die Arbeiten an Ost-Berliner Plattenbauten.
- Menschen, Bauten, Kunst (1974), Staatliche Filmdokumentation beim Staatlichen Filmarchiv, damals unveröffentlicht
- Das Haus in der Rheinsteinstraße (1975) über das Deutsch-Russische Museum (heutiger Name) in Berlin-Karlshorst.
- Der besondere Tag: Die Überraschung (1975), Kinderfilm, Kinder eines Kindergartens überraschen eine Straßenbahnfahrerin anlässlich des Internationalen Frauentags.
- Unser Sandmännchen: Puppentheater Berlin (1975), Puppentrickfilm, ein Besuch im Berliner Puppentheater.
- Unser Sandmännchen: S-Bahn (1975), eine Fahrt mit der Berliner S-Bahn.
- Berlin – Hauptstadt der DDR 1974 (1975), zeitgeschichtliche Dokumentation.
- Blues ist einfach Leben (1976), Studentenfilm, Porträt der Berliner Engerling Blues Band bei der Probe in Prenzlauer Berg.
- Berlin-Totale: Steinstraße (1976), Milieustudie, Staatliche Filmdokumentation, damals unveröffentlicht
- Jacki (1977), Porträt einer Patchworkfamilie
- Martha (1978), Schicksal einer Trümmerfrau.
- Großstadtkinder (1978), Kindheit in Ost-Berlin.
- Cölln in der Spree (1978), DDR-Fernsehen. Das alte Kölln - Kontraste zu den heutigen Gegebenheiten.
- Imbiß (1978), Studentenkurzfilm, die Abläufe im Schnellrestaurant Automat Imbiß im Alexanderhaus am Alexanderplatz.
- Berlin-Totale: Hausmüll (1978), über die Tätigkeit Ostberliner Müllmänner
- Ansichten oder ich weiß nicht, ob es akzeptiert wird… (1979). Studentenfilm über die Staatliche Ballettschule in Prenzlauer Berg.
- Jugend-Zeit …in der Stadt (1979), über das Alltagsleben Ost-Berliner Jugendlicher.
- Berlin-Totale: Almstadtstraße (1979), Staatliche Filmdokumentation, über Almstadtstraße in Berlin, ihre Bewohner und die jüdische Geschichte, damals unveröffentlicht
- Berlin-Totale: Auguststraße (1979), Staatliche Filmdokumentation, über die Auguststraße in Berlin-Mitte und ihre Bewohner, damals unveröffentlicht
- Berlin – Auguststraße (1980), vier Monate in einer Klasse der Bertolt-Brecht-Oberschule in der Auguststraße.
- Ein Haus in Berlin Prenzlauer-Berg, (1980), TV-Sendung, Gespräche mit Bewohnern eines Hauses in der Stargarder Straße
- Museumsinsel (1981)
- Frauen in Berlin (1981), Diplomfilm, heimlich abgefilmte Kopie des vernichteten Rohschnitts. Aufführung 2015
- Berliner Stadtbahnbilder (1982),
- Aber das kennt man doch alles! (1984), architekturhistorischer Streifzug durch Ost-Berlin.

- Das Haus / 1984, Staatliche Filmdokumentation, über den Alltag von Behörden im Berolinahaus am Alexanderplatz, damals unveröffentlicht
- Volkspolizei / 1985, Staatliche Filmdokumentation, Alltag in einem Volkspolizeirevier in Berlin-Mitte, damals unveröffentlicht
- In Zilles Scheunenviertel erlebt (1986) mit Schulkindern auf den Spuren des Milieumalers Heinrich Zille.
- Es begann in Berlin (1987), dokumentarischer Kompilationsfilm aus DDR-Sicht über die Stadt im 20. Jahrhundert.

- Feuerland (1988), über einen Teil der Oranienburger Vorstadt in Berlin-Mitte.
- Erinnern heißt leben (1988), Porträt des jüdischen Friedhofs Berlin-Weißensee.
- Aschermittwoch (1989), Alltagsdokumentation einer Kaufhallenkassiererin.
- Und freitags in die Grüne Hölle (1989), Fanclub des 1. FC Union Berlin während der Saison 1987/88.

### West-Berlin 1945–1990
- Gigant Berlin – Die erregendste Stadt der Welt (1964) zeigt den Alltag und das kulturelle Leben West-Berlins zum Ende der 1950er und Anfang der 1960er Jahre. Zu sehen sind unter anderem das neu bebaute Hansaviertel, der Bau der Berliner Mauer, der Abriss einiger Teile der alten Kaiser-Wilhelm-Gedächtniskirche und der Kurfürstendamm sowie die Besuche von Marlene Dietrich und John F. Kennedy.
- Die andere Hauptstadt (1964)

- Sie heirateten in Gretna Green (1965), Leben einer jungen West-Berliner Kleinfamilie.
- Pankoff (1966) satirische Doku-Montage anhand der deutsch-deutschen Namensbetonung des Berliner Stadtbezirks im Kalten Krieg.
- Der Polizeistaatsbesuch (1967), über umstrittenen Schah-Besuch in West-Berlin mit dem Tod von Benno Ohnesorg
- Nachrede auf Klara Heydebreck (1969), Rekonstruktion des Lebens einer alleinstehenden gestorbenen Frau im Wedding

- Schlacht um Berlin (1973) über die Schlacht um Berlin (1945). Er wurde zur Oscarverleihung 1974 in der Kategorie „Bester Dokumentarfilm“ nominiert.
- Macht die Pille frei? (1973) TV-Doku. 7 junge West-Berlinerinnen über ihre Erfahrungen mit der Antibabypille.
- Analphabeten in zwei Sprachen  (1975), über türkischstämmige Kinder in West-Berlin

- Die Stationen der Lore Diener (1975), über eine kommunistische KZ-Überlebende, die behördliche Entschädigung bekommt
- Von wegen „Schicksal“ (1978/1979) über die geschiedene Mutter Irene Rakowitz in West-Berlin
- Begegnung mit der alten Heimat (1979), jüdische Emigranten aus Israel besuchen ihre ehemalige Heimatstadt.
- Warum die UFOs unseren Salat klauen (1980), die Besatzungsmächte lösen in Berlin aus Versehen den Dritten Weltkrieg aus, was von Venusiern mit Hilfe einer Zeitmaschine rückgängig gemacht wird.
- Ich war ja auch wer (1983), der ehemalige Chefkoch des Hotel Adlon, Hermann Reußner, Jahrgang 1891, erzählt aus seinem Leben.
- Das doppelte Pensum (1984), TV-Serie, Frauen in einem Berliner Pharmakonzern

- Die Kümmeltürkin geht (1985), selbstironische Betrachtung einer West-Berliner türkischstämmigen Frau

### Berlin seit 1991
- Rote Socken im Grauen Kloster (1991), Abiturientinnen (1968) erinnern den Schulalltag an der 2. EOS Berlin-Mitte, ihre damaligen Hoffnungen und ihre weitere Entwicklung.
- Die leere Mitte[1] (1998), Regie: Hito Steyerl – Essayfilm über den Potsdamer Platz als Ort der Macht und der Gewalt, seine kolonialistische Vergangenheit und die rassistische Gegenwart
- Berlin Babylon (2001) porträtiert die baulichen Narben von Krieg und Teilung sowie insbesondere den in den 1990er Jahren einsetzenden Bauboom, und schaut dabei den Protagonisten (Politikern, Stadtplanern, Architekten, Bauarbeitern) über die Schulter.
- Berlin: Sinfonie einer Großstadt (2002) orientiert sich am gleichnamigen Vorbild Walther Ruttmanns aus dem Jahr 1927 und zeigt einen Tag im Leben Berlins zwölf Jahre nach der deutschen Wiedervereinigung.

- Prinzessinnenbad (2007) begleitet drei 15-jährige Mädchen in Kreuzberg beim Erwachsenwerden und bei ihren Gesprächen über Schule, Berufswahl, Patchwork-Familie, Beziehungen, Freizeitgestaltung und Lebensträume. Gefilmt wurde rund um den Görlitzer Bahnhof, am Kottbusser Tor und im Sommerbad Kreuzberg, dessen volkstümliche Bezeichnung „Prinzenbad“ dem Film seinen Namen gab. Deutscher Filmpreis 2008 als bester Dokumentarfilm.
- 24h Berlin – Ein Tag im Leben (2009) ist eine 24-stündige Fernsehdokumentation, die das Alltags- und Berufsleben von über 50 Berliner Bürgern in Echtzeit darstellt.
- Sehnsucht Berlin (2009) vermittelt einen Blick auf die Stadt aus der Sicht mehrerer Künstler unterschiedlicher Kunstrichtungen, die im Rahmen des Berliner Künstlerprogramms des DAAD seit 1963 als Stipendiaten in Berlin gelebt und gearbeitet haben.
- Neukölln Unlimited (Deutschland, 2010) begleitet drei Geschwister einer Familie mit Migrationshintergrund im multikulturellen Berliner Bezirk Neukölln, die durch ihre Arbeit und künstlerische Betätigung als Hip-Hop-Musiker und Breakdancer den Lebensunterhalt ihrer Familie aufbessern müssen, um einer wiederholten Abschiebung durch die Ausländerbehörde nach jahrelanger Duldung zu entgehen.
- Berlin: Hasenheide (Deutschland, 2010) zeigt die höchst unterschiedlichen Anwohner und Nutzer des Volksparks Hasenheide, die durch ihre liebenswerten Schrullen und Gewohnheiten einen ganz eigenen Mikrokosmos bilden.
- Mauerjahre – Leben im geteilten Berlin (Deutschland, 2011) dokumentiert mit authentischen Filmberichten sowie Interviews mit Zeitzeugen das politische, kulturelle und gesellschaftliche Leben im geteilten Berlin zwischen 1961 und 1990.

- Berlin – Ecke Bundesplatz (1985–2012) Langzeit-Dokumentarfilmprojekt zweier Berliner Filmemacher. Seit Mitte der 1980er Jahre dokumentieren die beiden das Leben der Bewohner eines Wohnviertels am Bundesplatz in Wilmersdorf, das in den stetigen Wandel der Geschichte Berlins eingebettet ist.

- Foto: Ostkreuz (Deutschland, 2015) porträtiert die 1990 gegründete deutsch-deutsche Fotoagentur „Ostkreuz“.
- Berlin Rebel High School (Deutschland, 2016) ist ein Dokumentarfilm von Alexander Kleider über die Schule für Erwachsenenbildung in Berlin. Er dokumentiert zwei Jahre lang das Leben einer Gruppe von Schülern, vom ersten Infotag bis zur Verkündung der Prüfungsnoten. Im Rahmen des Deutschen Filmpreises 2017 war Berlin Rebel High School als bester Dokumentarfilm nominiert.
- Berlin Excelsior (Deutschland, 2017) handelt von den Bewohnern des Excelsiorhauses am Anhalter Bahnhof. Im Fokus stehen ein alternder Escort-Boy, eine ehemalige Revue-Tänzerin und ein Erzieher, der sich für ein von ihm gegründetes Start-Up immer mehr verschuldet. Die Protagonisten weisen mit ihren hochfliegenden Plänen Parallelen zum Haus auf, das seit 1968 nie dem Versprechen seines Namens gerecht werden konnte.
- Berlin – Schicksalsjahre einer Stadt (Deutschland, 2018). Die Reihe behandelt die Berliner Zeitgeschichte von 1961 bis in das 21. Jahrhundert hinein.
- Freizeit oder: das Gegenteil von Nichtstun (Deutschland 2021). Fünf junge Menschen im Ostteil der Stadt, alle zu Beginn des 21. Jahrhunderts geboren, werden bei ihren Freizeitaktivitäten gezeigt.
- Tunten lügen nicht (Deutschland, 2002) porträtiert die Berliner „Polit-Tunten-Szene“. Uraufführung: Berlinale, 2002.
- Die Jungs vom Bahnhof Zoo (Deutschland, 2011) porträtiert die Berliner „Stricher-Szene“. Uraufführung: Berlinale, 2011.

## In Berlin handelnde Spielfilme

### Von der Stadtgründung bis zum Kaiserreich (1600–1918)
Dieser Abschnitt behandelt Berlin-Filme, die in der Zeit von der Gründung im Mittelalter (erste urkundliche Erwähnung im Jahr 1237) bis zum Ende des Ersten Weltkriegs spielen.
- Chirurgus Johann Paul Schroth (Deutschland, 1981), Filmporträt des Mediziners zu Beginn der Charité.
- Andreas Schlüter (Deutschland, 1942) porträtiert die Arbeit des Architekten Andreas Schlüter in Berlin zwischen 1694 und 1713. Während dieser Zeit arbeitete der Baumeister im Auftrag von Friedrich I. insbesondere am Reiterstandbild des Großen Kurfürsten, am Berliner Stadtschloss sowie am Münzturm, der wegen statischer Probleme nicht vollendet werden konnte.
- Die Unbesiegbaren (Deutschland, 1953) schildert den Kampf der Arbeiterklasse sowie der SAP gegen das Sozialistengesetz im deutschen Kaiserreich zwischen 1889 und 1890. Während Abgeordnete wie August Bebel und Wilhelm Liebknecht im Reichstag gegen das Gesetz kämpfen, müssen im Untergrund agitierende Arbeiter bei Borsig Denunziationen, Hausdurchsuchungen und Verhaftungen über sich ergehen lassen.
- Die Entlassung (Deutschland, 1942) des Reichskanzlers Otto von Bismarck durch Kaiser Wilhelm II. im März 1890 in Berlin wird in dem zur Zeit des Nationalsozialismus entstandenen Film nicht nur als Ergebnis der Entfremdung zwischen den beiden Politikern, sondern auch als Folge der Intrigen von Friedrich August von Holstein im Auswärtigen Amt dargestellt.
- Die Gebrüder Skladanowsky (Deutschland, 1995) ist eine Hommage an Max Skladanowsky und seinen Bruder Emil, die im Jahr 1895 mit dem in ihrer Pankower Werkstatt entwickelten Bioskop erste Filme im Lokal Feldschlößchen sowie im Varieté Wintergarten vorführten und damit zu Pionieren des Kinos wurden.
- Der letzte Mann (Deutschland, 1924) ist ein wegweisender Film von Friedrich Wilhelm Murnau, der in Berlin um 1900 spielt. Der Portier im exklusiven Atlantic-Hotel wird wegen Altersschwäche zum Toilettendienst degradiert und muss seine Livree abgeben. Daraufhin entwendet er abends die Uniform, um seinen sozialen Abstieg vor Nachbarn und Verwandten zu verheimlichen.
- Die letzte Droschke von Berlin (Deutschland, 1925/1926) behandelt den Wandel vom Pferdewagen zum Automobil.
- Der Hauptmann von Köpenick (Deutschland, 1956) thematisiert tragikomisch die auf einem tatsächlichen Ereignis beruhende Übertölpelung der Behörden im deutschen Kaiserreich, mit der der ehemalige Zuchthäusler Wilhelm Voigt während der Zeit des Wilhelminismus im Oktober 1906 die sklavische Befolgung preußischer Tugenden wie Gehorsam, Disziplin und Unterordnung lächerlich machte. Die Handlung ist in Berlin, Potsdam und der damals noch selbstständigen Stadt Köpenick angelegt, gedreht wurde jedoch in Hamburg. Der gleichnamige Film Der Hauptmann von Köpenick (Deutschland, 1997) erzählt die gleiche Geschichte und entstand in Wolfenbüttel und am Rathaus Köpenick.
- Das Adlon. Eine Familiensaga (Deutschland, 2013) verknüpft die Geschichte des Hotel Adlon am Pariser Platz und die der Familie seines Gründers Lorenz Adlon mit der Geschichte einer fiktiven Investorenfamilie. Eingebettet sind Einweihung, Erfolg, Niedergang und Wiedereröffnung des Luxushotels in die Berliner Stadtgeschichte zwischen 1907 und 1997.
- Ein Mann will nach oben (Deutschland, 1978) beruht auf dem gleichnamigen Roman von Hans Fallada und zeigt die Bemühungen eines jungen Mannes, ab 1909 ein Unternehmen zur Gepäckbeförderung zwischen den Berliner Kopfbahnhöfen aufzubauen. Danach ist das entbehrungsreiche Leben in Berlin während des Ersten Weltkrieges und der Inflation zu sehen. Angesiedelt ist die Handlung überwiegend am Stettiner Bahnhof, im Wedding und in Grunewald; einige Aufnahmen entstanden am Chamissoplatz, in Rudow sowie in Charlottenburg.
- Solange Leben in mir ist (Deutschland, 1965) und Trotz alledem! (Deutschland, 1972) befassen sich mit der Arbeit des Sozialisten Karl Liebknecht in Berlin zwischen 1914 und 1919. Wichtige Stationen sind Liebknechts Reden im Reichstag gegen den Ersten Weltkrieg, die Gründung des Spartakusbundes, die Novemberrevolution mit der Ausrufung der Republik, die Weihnachtskämpfe, die Gründung der KPD und der Spartakusaufstand mit Liebknechts Ermordung im Tiergarten.
- Urlaub auf Ehrenwort (Deutschland, 1938). Berlin im November 1918: Eine Gruppe von Frontsoldaten, die auf dem Weg zurück zur Westfront sind, bekommen von einem jungen und unerfahrenen Offizier während eines mehrstündigen Aufenthalts in Berlin freien Ausgang. Die Soldaten, zumeist Berliner, verbringen ihre freien Stunden vor der Weiterfahrt in den unterschiedlichsten Berliner Milieus.

### Zeit der Weimarer Republik (1918–1933)
Dieser Abschnitt behandelt Berlin-Filme, die in der Zeit der Weimarer Republik spielen.
- Der Mord, der nie verjährt (Deutschland, 1968), Justizfilm über Rosa Luxemburg und Karl Liebknecht.
- Der Bankkrach Unter den Linden (Deutschland, 1925), das Bankenmilieu der Goldenen 20er Jahre.
- Durchs Brandenburger Tor (Deutschland, 1929) ist ein Stummfilm aus dem Schwarzmarktmilieu nach dem Ersten Weltkrieg.
- Kai aus der Kiste (Deutschland, 1988) spielt während der Hyperinflation 1923 in Berlin. Um Geld für ihre Familien zu verdienen, organisieren ein Junge und seine Freunde eine Werbekampagne für eine amerikanische Kaugummimarke und nutzen dazu einfallsreich die Möglichkeiten der Großstadt.
- Fernsehpitaval: Der Fall Hoefle (Deutschland, 1960) Justizfilm des Deutschen Fernsehfunks über die Todesumstände des Ministers 1925.
- Berlin – Alexanderplatz (Deutschland, 1931) erste Verfilmung des Romans Berlin Alexanderplatz von Alfred Döblin durch Piel Jutzi. Geschildert wird der Versuch der Hauptfigur Franz Biberkopf, nach seiner Haftentlassung im Arbeitermilieu Berlins der 1920er Jahre „ein guter Mensch“ zu werden.
Die gleichnamige Fernsehverfilmung Berlin Alexanderplatz (Deutschland, 1980) ist eine 14-teilige Literaturverfilmung des gleichen Romans durch Rainer Werner Fassbinder. Gedreht wurde die Fernsehfassung überwiegend in den Bavaria-Filmstudios München.
- Was nützt die Liebe in Gedanken (Deutschland, 2004) handelt von der Steglitzer Schülertragödie im Juni 1927, während der zwei entwurzelte Jugendliche sich auferlegten, aus dem Leben zu scheiden, wenn sie keine Liebe mehr empfänden. Einer der beiden erfüllte den Pakt später in der Wohnung seiner Eltern in der Steglitzer Albrechtstraße 72c durch die Ermordung eines Freundes mit anschließendem Suizid.
- Zuflucht (Deutschland, 1928) schildert die Erlebnisse eines Arbeiters, der nach vielen Jahren aus dem Exil nach Berlin zurückkehrt, sich in eine Marktfrau verliebt, beim Bau der Nord-Süd-U-Bahn mitarbeitet, schließlich aber einer Krankheit erliegt.
- Mutter Krausens Fahrt ins Glück (Deutschland, 1929) ist ein proletarischer Stummfilm mit Zwischentiteln im Berliner Dialekt, der auf einer Idee des Berliner Zeichners Heinrich Zille basiert und im ärmsten proletarischen Milieu vom Wedding spielt. Eine alte Mutter sieht angesichts ihrer verzweifelten finanziellen Lage keinen Ausweg mehr als den Suizid, während immer mehr junge Menschen Zuflucht im Kommunismus suchen.
- Sass (Deutschland, 2001) beschäftigt sich mit dem Leben der in ärmlichen Verhältnissen in Moabit aufgewachsenen Brüder Sass, die durch eine Serie spektakulärer Bankeinbrüche und das anschließende offene Zeigen ihres Reichtums zu Volkshelden wurden.
- Menschen am Sonntag (Deutschland, 1930) schildert halbdokumentarisch das Leben junger Menschen in Berlin. Historisch bemerkenswert ist der von Amateuren erstellte Independent-Film durch seine authentischen Stadtbilder.
- Emil und die Detektive (Deutschland, 1931) ist die erste Verfilmung des Romans von Erich Kästner, der das Berliner Stadtleben aus Kindersicht darstellt. Gedreht wurde an Originalschauplätzen und im Filmstudio Babelsberg.
- M – Eine Stadt sucht einen Mörder (Deutschland, 1931) von Fritz Lang lässt eine ganze Stadt einen Serienmörder jagen. Obwohl der Name des Handlungsortes nicht genannt wird, zeigt der Film rund zehn deutliche Hinweise auf Berlin, beispielsweise mehrere Stadtpläne.
- Cabaret (USA, 1972) zeigt das Berlin des Jahres 1931 kurz vor der „Machtergreifung“ der Nationalsozialisten. Protagonisten sind der britische Schriftsteller Brian Roberts und die amerikanische Sängerin Sally Bowles. Pointiert zeigt der Film den zunehmenden Einfluss des Nationalsozialismus und der politisch motivierten Gewalt auf das deutsche Alltagsleben.
- Christopher und Heinz – Eine Liebe in Berlin (Großbritannien, 2011) handelt vom Leben des schwulen britischen Autors Christopher Isherwood, der 1931 nach Berlin kommt und die Zeit des Nationalsozialismus durchlebt. Eine BBC-Produktion.
- Kuhle Wampe oder: Wem gehört die Welt? (Deutschland, 1932) porträtiert das Leben der Berliner Arbeiterklasse zwischen der Weltwirtschaftskrise und der nationalsozialistischen Machtergreifung, das von Arbeitslosigkeit, Selbstmord, Wohnungsverlust, Beziehungsproblemen und Arbeitersport bestimmt wird.
- Menschen im Hotel (USA, 1932) ist eine Verfilmung des Romans Menschen im Hotel und spielt gegen Ende der Weimarer Republik im luxuriösen Grand Hotel in Berlin. Die illustren Gäste, die sich dort begegnen, haben Probleme mit Langeweile, Geldsorgen, Weltschmerz, Krankheit, Diebstählen und geschäftlichen Misserfolgen. Der Film erhielt 1932 einen Oscar in der Kategorie Bester Film.
- Comedian Harmonists (Österreich/Deutschland, 1997) erzählt die Geschichte des 1927 in Berlin-Friedenau gegründeten Vokal-Ensembles Comedian Harmonists, das erfolgreich im In- und Ausland gastiert, bis seine jüdischen Mitglieder 1934 von der Reichsmusikkammer Auftrittsverbot erhalten. Der Film zeigt das letzte kulturelle Aufblühen Berlins und ganz Deutschlands vor der systematischen Ausgrenzung jüdischer Künstler und Geschäftsleute, die mit der nationalsozialistischen „Machtergreifung“ einsetzte.
- Babylon Berlin (Deutschland, 2017, 2020) spielt als Fernseh-Dramaserie im Berlin der Goldenen Zwanziger Jahre. Der Protagonist Kommissar Gereon Rath ermittelt im Rahmen eines Erpressungsfalls. Im Berliner Polizeipräsidium beginnt er zusammen mit seinem Berliner Kollegen Bruno Wolter die Ermittlungen, wobei er in den ersten beiden Staffeln mit Drogen, Politik, Mord und Extremismus in Berührung kommt. In der dritten Staffel werden Rath und seine Kollegen mit einer Mordserie während der Dreharbeiten zu einem Revuefilm in den Filmstudios Babelsberg konfrontiert.
- Marlene (Deutschland, 2000) erzählt das Leben der deutschen Leinwanddiva Marlene Dietrich von 1929 bis zum Kriegsende 1945. Das erste Drittel des Films handelt vor allem von den Dreharbeiten des Films Der Blaue Engel, der Marlene Dietrich zum Weltstar machte. Er beschreibt außerdem ihr Leben als Hausfrau und Partygirl in der Berliner Schwulenszene in der Weimarer Republik. In Außenaufnahmen ist in einer turbulenten Straßenszene unter anderem der Bebelplatz mit den umliegenden preußischen Repräsentationsbauten und der St.-Hedwigs-Kathedrale zu sehen.
- Fabian oder Der Gang vor die Hunde (Deutschland 2021), Filmdrama von Dominik Graf nach dem Roman Fabian. Die Geschichte eines Moralisten von Erich Kästner. Die Geschichte spielt in Berlin Anfang der 1930er Jahre. Der Film wurde mit der Silbernen Lola ausgezeichnet.

### Zeit des Nationalsozialismus (1933–1945)
Dieser Abschnitt behandelt Berlin-Filme, die in der Zeit des Nationalsozialismus spielen.
- Rotation  (Deutschland, 1949) porträtiert das Leben einer Berliner Arbeiterfamilie zwischen 1920 und 1945 mit dem Schwerpunkt in der Zeit des Nationalsozialismus. Als der Vater als NSDAP-Mitglied einer antifaschistischen Widerstandsgruppe hilft und von seinem Sohn, einem fanatischen Hitlerjungen, denunziert wird, landet er ihm Gefängnis Moabit, während in der Schlacht um Berlin wehrlose Bürger im gesprengten Nord-Süd-Tunnel ertrinken.
- Speer und Er (Deutschland, 2005) dokumentiert über einen Zeitraum von den frühen 1930er Jahren bis 1966 den Lebensweg von Hitlers Generalbauinspektor für die Reichshauptstadt Albert Speer, dessen Karriere im Dritten Reich, die Pläne der beiden für den Umbau Berlins zur Welthauptstadt Germania sowie Speers 20-jährigen Aufenthalt im Kriegsverbrechergefängnis Spandau nach seiner Verurteilung im Nürnberger Prozess gegen die Hauptkriegsverbrecher.
- Berlin 36 (Deutschland, 2009) erzählt die wahre Geschichte der Leichtathletin Gretel Bergmann, die als Jüdin nicht an den Olympischen Sommerspielen 1936 in Berlin teilnehmen darf und vom Nationalsozialistischen Reichsbund für Leibesübungen durch einen als Frau verkleideten Mann ersetzt wird.
- Das Veilchen vom Potsdamer Platz (Deutschland, 1936) ist ein tierliebendes Blumenmädchen mit Herz und Berliner Schnauze, das einen Betrugsfall aufdecken sowie ein altes Droschkenpferd, das schon im Ersten Weltkrieg gedient hatte, vor dem Schlachter retten muss. Gedreht wurde das Volksstück in Marienfelde und Tempelhof.
- Zeit für Legenden (Deutschland, Frankreich, Kanada, 2016) ist eine Filmbiografie von Stephen Hopkins über den US-amerikanischen Leichtathleten Jesse Owens und dessen Teilnahme an den Olympischen Sommerspielen 1936.
- Jeder stirbt für sich allein (Deutschland, 1976) ist eine Verfilmung des gleichnamigen Romans von Hans Fallada, der die wahre Geschichte von Elise und Otto Hampel nacherzählt. Das Berliner Ehepaar hatte 1940 seinen Sohn im Westfeldzug verloren, daraufhin mit Hilfe von Postkarten-Flugblättern Widerstand gegen den Nationalsozialismus geleistet und ist dafür 1943 vom Volksgerichtshof wegen Wehrkraftzersetzung verurteilt und in Plötzensee hingerichtet worden.
- Die Filme
  - Die Wannseekonferenz (Deutschland, 1984),
  - Die Wannseekonferenz (USA/GB, 2001) und
  - Die Wannseekonferenz (Deutschland, 2022)

spielen am 20. Januar 1942 im damaligen Gästehaus der Sicherheitspolizei und des Sicherheitsdienstes, Am Großen Wannsee 56–58 in Berlin-Wannsee, wo 15 hochrangige Vertreter von nationalsozialistischen Reichsbehörden und Parteidienststellen zur – später so benannten – Wannseekonferenz zusammentrafen, um im Rahmen des bereits begonnenen Holocaust die Endlösung der Judenfrage im Detail zu organisieren.
- Zwei in einer großen Stadt (Deutschland, 1942) lässt einen Feldwebel und eine Krankenschwester eine Stadtrundfahrt durch das noch unzerstörte Berlin des Jahres 1941 unternehmen. Zu sehen sind der Bahnhof Friedrichstraße, das Messegelände, der Potsdamer Platz, das Strandbad Wannsee, die Gedächtniskirche und der Zoologische Garten.
- Großstadtmelodie (Deutschland, 1943) lässt eine junge und begabte Fotografin aus der bayerischen Provinz in die Reichshauptstadt kommen, wo sie sich in einen vielbeschäftigten Journalisten verliebt. Der Film zeigt neben vielen Ansichten der noch unzerstörten Stadt das mitunter auch unbekümmerte Alltagsleben in der Zeit des Nationalsozialismus.
- Unter den Brücken (Deutschland, 1944/1945) zeigt eine Dreiecksbeziehung von zwei Binnenschiffern und einer jungen Frau, die von den beiden auf der Havel nach Berlin mitgenommen wird. Gedreht wurde der Film bei Kriegsende, unter anderem an der Glienicker Brücke, in Werder und Potsdam sowie im Berliner Tiergarten.
- Der Fall von Berlin (Sowjetunion, 1950): Ein Sowjetsoldat auf der Suche seiner nach Deutschland verschleppten Geliebten erreicht Berlin.
- Die erste Reihe (Deutschland, 1987) nach Motiven des Buches von Stephan Hermlin (1951). Eine Gruppe junger Leute macht am Mahnmal Unter den Linden an der Ewigen Flamme eine visionäre Begegnung mit sechs Berliner Widerstandskämpfern gegen den Nationalsozialismus.
- Rosenstraße (Deutschland, 2003) erzählt die Geschichte des Rosenstraße-Protestes, bei dem deutsche Ehefrauen im Frühjahr 1943 in der gleichnamigen Straße in Berlin-Mitte mehrere Tage lang gegen die vermutete Deportation ihrer jüdischen Ehemänner in der Zeit des Nationalsozialismus protestierten.
- Aimée & Jaguar (Deutschland, 1999) beruht auf einer wahren Begebenheit, in der eine untergetauchte Jüdin und eine deutsche Mutter von vier Kindern während des Zweiten Weltkrieges für etwa ein Jahr von 1943 bis 1944 in Berlin in einer lesbischen Beziehung zusammenleben, bis die Jüdin von der Gestapo entdeckt und ins KZ Theresienstadt verschleppt wird.
- Urlaub auf Ehrenwort (Deutschland, 1955). Im Herbst 1944 gibt ein junger Leutnant einer Gruppe von Soldaten sechs Stunden Urlaub auf Ehrenwort in Berlin. Trotz vielfältiger Verlockungen widerstehen alle der Versuchung zu desertieren, und jeder steht zu seinem Versprechen, pünktlich wieder zurückzukehren.
- Unsere Mütter, unsere Väter (Deutschland, Lettland, Litauen 2013) erzählt die Geschichte von fünf sehr unterschiedlichen, jungen Freunden aus Berlin, deren Leben durch den Zweiten Weltkrieg einen harten Bruch erfährt. Der Film zeichnet die unterschiedlichen Lebenswege jedes einzelnen bis zum Kriegsende nach.
- Die Unsichtbaren – Wir wollen leben (Deutschland, 2017) thematisiert das Untertauchen von Berliner Juden – oft unter aktiver Mithilfe der Bevölkerung – vor dem Hintergrund der Judenverfolgung während des Zweiten Weltkriegs, das anhand von Spielszenen und Interviews mit Zeitzeugen dargestellt wird.
- Die Filme
  - Es geschah am 20. Juli (Deutschland, 1955),
  - Der 20. Juli (Deutschland, 1955),
  - Operation Walküre (Deutschland, 1971),
  - Stauffenberg – Verschwörung gegen Hitler (USA/Jugoslawien, 1990),
  - Stauffenberg (Deutschland, 2004),
  - Die Stunde der Offiziere (Deutschland, 2004),
  - Operation Walküre – Das Stauffenberg-Attentat (USA/Deutschland, 2008) und
  - Stauffenberg – Die wahre Geschichte (Deutschland, 2009)

zeigen die Entwicklung des Offiziers der Wehrmacht Claus Schenk Graf von Stauffenberg und anderer Widerstandskämpfer gegen Adolf Hitler vom Frontsoldaten bis zur Hinrichtung nach dem gescheiterten Attentat vom 20. Juli 1944. Einige der Filme wurden in Berlin an Originalschauplätzen wie dem Bendlerblock gedreht, für den Film von 2008 wurden auch das Gelände des Flughafens Tempelhof, die Messehallen am Funkturm und das Hauptzollamt Berlin genutzt.
- Die Filme
  - Der letzte Akt (Deutschland/Österreich, 1955),
  - Hitler – Die letzten zehn Tage (Italien/Großbritannien, 1973),
  - Der Bunker (Frankreich/USA, 1981) und
  - Der Untergang (Deutschland, 2004)

stellen die Geschehnisse im Berliner Führerbunker hinter der Reichskanzlei in der Wilhelmstraße während der Schlacht um Berlin in den letzten Tagen des Zweiten Weltkriegs dar, als durch Suizid beziehungsweise Flucht der politischen Führung die Zeit des Nationalsozialismus endete.
- Die Ereignisse in Berlin im Jahr 1945 behandeln die Filme
  - Die letzte Schlacht (Deutschland, 2005) ist ein Dokudrama über die Schlacht um Berlin, das auf den Berichten vieler deutscher und sowjetischer Zeitzeugen beruht. Gezeigt werden die Leiden der Zivilbevölkerung, die letzten Verteidigungsbemühungen, der Zerfall der politischen Führung im Führerbunker, die Einnahme der Stadt durch die Rote Armee, die Einsetzung des ersten Stadtkommandanten und die Ankunft der Gruppe Ulbricht.
  - Anonyma – Eine Frau in Berlin (Deutschland/Polen, 2008) handelt vom Ende des Zweiten Weltkriegs in Berlin, insbesondere von der Situation der von Vergewaltigung betroffenen Frauen, sowohl aus der Sicht der Deutschen als auch der Sowjet-Soldaten.

### Nachkriegszeit bis zum Mauerbau (1945–1961)
Dieser Abschnitt behandelt Berlin-Filme in der Nachkriegszeit bis zum Bau der Berliner Mauer.
- Die Mörder sind unter uns (Deutschland, 1946) ist der erste deutsche Spielfilm der Nachkriegsgeschichte, spielt im Jahr 1945 im zerbombten Berlin und schildert, wie ein ehemaliger Militärarzt seine Kriegserlebnisse verarbeitet.
- Irgendwo in Berlin (Deutschland, 1946) zeigt das entbehrungsreiche Leben im zerstörten Berlin des Jahres 1946 aus Kindersicht. Die Gefahren von Trümmerbeseitigung und Wiederaufbau, zerrissene Familien, entkräftet heimkehrende Väter, der tägliche Kampf ums Überleben und die Verarbeitung der eigenen Kriegserlebnisse erschweren die Entwicklung der Kinder.
- Deutschland im Jahre Null (Deutschland, 1948) ist der dritte Film aus einer Neorealismus-Trilogie von Roberto Rossellini. Der Film zeigt die Geschichte eines zwölfjährigen Jungen, der sich im Nachkriegsdeutschland in einer Welt, die durch Hunger und Überlebenskampf geprägt ist, um den Lebensunterhalt seiner Familie kümmern muss. Der Film wurde im Sommer 1947 im zerbombten Berlin gedreht.
- Unser täglich Brot (Deutschland, 1949) porträtiert den Wiederaufbau Berlins im Jahr 1946 anhand einer Fabrik, die die Arbeiter – teils ohne Lohnzahlung – als volkseigenen Betrieb aufbauen sowie das entbehrungsreiche und spannungsgeladene Leben einer Familie, die den damit verbundenen gesellschaftlichen Wandel miterlebt.
- Der Bruch (Deutschland, 1989) handelt von drei Ganoven, die 1946 unter schwierigen Bedingungen in der sowjetischen Zone Berlins in den Tresor der Deutschen Verkehrs-Kredit-Bank einbrechen, um dort mehrere Tageseinnahmen der Reichsbahn zu stehlen. Aufgrund zu vieler Fehler und Mitwisser kommt die Berliner Polizei dem Trio allerdings schnell auf die Schliche.
- Razzia (Deutschland, 1947) schildert, wie die Entbehrungen der Nachkriegszeit den Schwarzmarkthandel in Berlin beflügeln, an dem sich sogar Mitglieder der Berliner Polizei und deren Angehörige beteiligen. Der erste DEFA-Krimi zeigt unter anderem das Reichstagsgebäude und das Brandenburger Tor im kriegszerstörten Zustand.
- Eine auswärtige Affäre (USA, 1948) von Billy Wilder wird als „rabenschwarze Satire auf das deutsch-amerikanische Verhältnis im Nachkriegs-Berlin“ beschrieben. Der Film enthält Originalaufnahmen der zerstörten Stadt von 1945.
- Berliner Ballade (Deutschland, 1948) karikiert geistreich-satirisch so gut wie alle Aspekte des Berliner Alltagslebens in der Nachkriegszeit. Die Hauptfigur Otto Normalverbraucher muss sich mit Hunger, Arbeitssuche, Amtsschimmel, Tauschhandel, Militarismus, der Liebe und schließlich der Berlin-Blockade herumschlagen.
- Es begann mit einem Kuß (USA, 1950) und Die Luftbrücke – Nur der Himmel war frei (Deutschland, 2005) veranschaulichen die logistische Leistung der Berliner Luftbrücke durch die Westalliierten während der Berlin-Blockade. Die zum Teil an Originalschauplätzen gedrehten Filme befassen sich nicht nur mit dem Wiederaufbau Berlins, sondern auch mit dem schwierigen Verhältnis der Besatzungsmächte zur Berliner Bevölkerung. Beim Film von 1950 wirkten Piloten der Luftbrücke mit.
- Engel aus Eisen (Deutschland, 1981) erzählt die Geschichte des jugendlichen Chefs der Gladow-Bande, Werner Gladow, der zur Zeit der Berliner Luftbrücke mit einer Diebesbande sein Unwesen in Berlin trieb.
- Leichensache Zernik (Deutschland, 1972) schildert das durch Wiederaufbau, Hunger, Hamsterfahrten und Stromsperren geprägte Leben im Jahr 1948 in Berlin, als ein beispielloses Kompetenz- und Machtgerangel zwischen den Militärbehörden der Viersektorenstadt eine bezirksübergreifende Verbrecherjagd durch die Volkspolizei beinahe unmöglich macht.
- Die Kuckucks (Deutschland, 1949) sind fünf lebhafte Waisenkinder, die im Berlin der Nachkriegszeit aufgrund der prekären Wohnungssituation immer wieder aus ihren Wohnungen fliegen. Unter Leitung der beiden ältesten Geschwister renovieren sie sich in Eigenarbeit schließlich eine heruntergekommene Villa in Grunewald, obwohl die Eigentumsverhältnisse nicht geklärt sind und verschiedene Besitzer auftauchen.
- Die Spur führt nach Berlin (Deutschland, 1952) schildert die Erlebnisse eines US-amerikanischen Juristen, der zur Klärung eines Erbfalls nach Berlin kommt und dort in die Jagd auf eine aus der Aktion Bernhard hervorgegangene Geldfälscherbande verwickelt wird. Die Eröffnungsszene entstand auf dem Funkturm, das Finale wurde in der Ruine des Reichstagsgebäudes gedreht.
- Sein großer Sieg (Deutschland, 1952). Geschichte eines Mechanikers und Rennradlers im geteilten Berlin der frühen 1950er Jahre.
- Gefährlicher Urlaub (Großbritannien, 1953) ist ein Spionagefilm, in dem eine Engländerin zu einem Verwandtenbesuch in das von Ruinen, Teilung und Wiederaufbau geprägte Berlin reist. Dort gerät sie an eine Bande politisch motivierter Entführer und wird schließlich selbst irrtümlich in den Ostsektor verschleppt. Zu sehen sind unter anderem der Flughafen Tempelhof, der Breitscheidplatz sowie das Brandenburger Tor ohne die kriegszerstörte Quadriga.
- Weg ohne Umkehr (Deutschland, 1953) erzählt die Geschichte eines sowjetischen Ingenieurs, der als Mitglied einer Industrie-Inspektionskommission in Ost-Berlin immer mehr in Konflikt kommt mit der Gruppe der Sowjetischen Streitkräfte in Deutschland und schließlich mit seiner deutschen Freundin nach West-Berlin flieht.
- Emil und die Detektive (Deutschland, 1954) beruht – ebenso wie das Vorbild von 1931 – auf dem Roman von Erich Kästner. Der Film zeigt dieses Mal das West-Berlin des beginnenden Wirtschaftswunders. Detailliert zu sehen sind die Ruine der Gedächtniskirche vor dem Abriss des alten Kirchenschiffs, die Gegend um den Breitscheidplatz sowie das Olympiastadion, damals noch ohne Überdachung.
- … und der Himmel steht still (Deutschland/Großbritannien, 1993). Ein britischer Nachrichtentechniker kommt 1955 nach Berlin, um an der Operation Gold mitzuarbeiten, bei der die West-Alliierten einen Tunnel von Rudow nach Altglienicke gruben, um von der Roten Armee genutzte Telefonleitungen abzuhören.
- Die Halbstarken (Deutschland, 1956) gewährt Einblick in das Leben jugendlicher und rebellischer Halbstarker Mitte der 1950er Jahre in Berlin, die – teils unter Gruppenzwang – in kriminelle Aktivitäten verwickelt werden. Gedreht wurde unter anderem im Stadtbad Wedding und bei der Polizeiinspektion Wilmersdorf.
- Treffpunkt Aimée (Deutschland, 1956) Kriminalfilm über den Berliner Schmuggel
- Die Filme
  - Ku’damm 56 (Deutschland, 2016),
  - Ku’damm 59 (Deutschland, 2018) und
  - Ku’damm 63 (Deutschland, 2021)

sind jeweils dreiteilige deutsche Fernsehfilme über den Aufbruch der Jugend in den 1950er und 1960er Jahren. Das Familiendrama spielt in der Zeit zwischen Kriegsende, Wirtschaftswunder und Mauerbau. Die Geschichte beginnt im Jahr 1956 und handelt von einer konservativen Mutter und ihren drei heiratsfähigen Töchtern. Die familieneigene Tanzschule am Kurfürstendamm ist der Schauplatz für den Konflikt zwischen den prüden Moralvorstellungen, der Sehnsucht nach Werten und der Entdeckung ihrer Sexualität durch die jungen Frauen.
- Berlin – Ecke Schönhauser… (Deutschland, 1957) porträtiert die Mitglieder einer Gruppe jugendlicher, teils krimineller Halbstarker mit ihren Alltagssorgen und Träumen auf dem Weg zum Erwachsenwerden Mitte der 1950er Jahre in Berlin. Der Film zeigt die Stadt vier Jahre vor dem Mauerbau, insbesondere die Gegend um den U-Bahnhof Eberswalder Straße im Ortsteil Prenzlauer Berg mit der Kreuzung Danziger Straße, Schönhauser- und Kastanienallee.
- Sheriff Teddy (Deutschland, 1957), der abenteuerliche Weg eines Westberliner Schuljungen nach Ost-Berlin.
- Ein Mädchen von 16 ½ (Deutschland, 1957) zwischen Jugendwerkhof und Berliner Milieu.
- Tatort Berlin (Deutschland, 1958) zeigt, wie die Sektorengrenze wenige Jahre vor dem Mauerbau zwar Schmugglern und Kriminellen half, gleichzeitig aber die Ermittlungen der Volkspolizei erschwerte. Ein ehemaliger Häftling wird nach erneuter Straffälligkeit nach dem damals neuen Strafrechtsergänzungsgesetz nur zu einer Bewährungsstrafe verurteilt, da er zur Aufklärung mehrerer Verbrechen beigetragen, aber bei der Resozialisierung kaum Hilfe erhalten hatte.
- Das Brot der frühen Jahre  (Deutschland, 1962) nach der gleichnamigen Erzählung von Heinrich Böll. Erzählt wird die unspektakuläre Geschichte eines deutschen Durchschnittsbürgers, der es sich im Berlin der späten Adenauer-Jahre behaglich eingerichtet hat und glaubt, dass er ein zufriedenes und erfülltes Leben führt.
- Eins, Zwei, Drei (USA, 1961). Schauplatz der Komödie von Billy Wilder ist die geteilte Stadt Berlin kurz vor dem Mauerbau. Die damals noch weitgehend durchlässige Sektorengrenze erhält als Handlungsort eine große Bedeutung. Noch während der Dreharbeiten von Juni bis September 1961 begann man am 13. August mit dem Bau der Mauer.

### Mauerzeit bis zur politischen Wende (1961–1989)
Dieser Abschnitt behandelt Berlin-Filme, die zu Zeiten der Berliner Mauer spielen.
- … und deine Liebe auch (Deutschland, 1962) ist die Geschichte zweier Brüder, die beide das gleiche Mädchen lieben. Am 13. August 1961 stehen sie sich auf der Oberbaumbrücke gegenüber: der in West-Berlin als Taxifahrer arbeitende Grenzgänger und der Elektromonteur, der als Angehöriger der Kampfgruppe die Grenze bewacht.
- Josef und alle seine Brüder (Deutschland, 1962), tragikomische Reise eines Unglücksraben durch das Sektorenmilieu.
- Ihr schönster Tag (Deutschland, 1962) basiert auf dem Bühnenstück Das Fenster zum Flur des Berliner Autors Curth Flatow und handelt von den übersteigerten Erwartungen, die eine resolute Berliner Hausverwalterin an ihre eigene Familie stellt. Der Film thematisiert das Wirtschaftswunder in West-Berlin ebenso wie die Streckenstilllegungen bei der Straßenbahn zugunsten von U-Bahn- und Omnibus-Linien der BVG.
- Der Kinnhaken (Deutschland, 1962) verdeutlicht das Schicksal einer Verkäuferin, die als Einwohnerin Ost-Berlins bis zum Mauerbau im Westteil der Stadt gearbeitet hatte und die sich nun eine neue Arbeit sowie neue Freunde im Ostteil suchen und ihre Vergangenheit verarbeiten muss. Gedreht wurde unter anderem in der Naugarder Straße in Prenzlauer Berg, am Alexanderplatz und am Ostbahnhof.
- Die endlose Nacht (Deutschland, 1963) spielt im Zentralflughafen Tempelhof. Wegen dichten Nebels fallen sämtliche Flüge aus. Eine Nacht lang müssen die Reisenden in der Wartehalle bleiben und begegnen sich selbst und den dramatischen Lebensgeschichten der anderen Mitreisenden. Der Schwarz-Weiß-Film wurde in 44 Drehnächten am Originalschauplatz gedreht.
- Das Kaninchen bin ich (Deutschland, 1965) konstatiert eine junge Serviererin in Ost-Berlin, die nicht studieren darf, weil ihr Bruder wegen angeblicher staatsfeindlicher Hetze zu drei Jahren Zuchthaus verurteilt wurde. Um der Sache auf den Grund zu gehen, beginnt sie eine Liebesbeziehung mit dem Richter, der in einer Phase der Liberalisierung in der DDR um richtige Entscheidungen ringt.
- Berlin um die Ecke (Deutschland, 1965), über das Leben kleiner Leute im Berlin der 1960er Jahre.
- Jeder hat seine Geschichte (Deutschland, 1965), TV-Liebesfilm im Ost-Berliner Milieu.
- Finale in Berlin (Großbritannien, 1966) spielt als Spionagefilm auf dem Höhepunkt des Kalten Krieges im geteilten Berlin. Ein britischer Agent soll einen sowjetischen Oberst nach West-Berlin schmuggeln und wird dabei in eine Aktion des Mossad verwickelt. Im Film sind unter anderem die erst wenige Jahre alte Berliner Mauer in ihrem ersten Bauzustand, der Flughafen Tempelhof und die Gegend rund um den Breitscheidplatz zu sehen. Der seinerzeit noch nicht abgerissene Görlitzer Bahnhof in Kreuzberg dient als Kulisse für Ost-Berlin.
- Das Quiller-Memorandum – Gefahr aus dem Dunkel (Großbritannien, 1966) lässt zur Zeit des Kalten Krieges einen Geheimagenten in West-Berlin eine Nazi-Untergrundorganisation jagen.n Als Handlungs- und Drehorte dienten unter anderem das Olympiastadion, das Stadtbad Neukölln, der Rüdesheimer, der Wittenberg- und der Breitscheidplatz mit dem damals neuen Europa-Center sowie das Schlesische Tor.
- Der zerrissene Vorhang (USA, 1966) ist ein Spionagefilm von Alfred Hitchcock, in dem ein amerikanischer Kernphysiker über den Flughafen Schönefeld nach Ost-Berlin eingeschleust wird, um – trotz Überwachung durch die Stasi – eine geheime wissenschaftliche Formel zu stehlen. Vom echten Berlin ist nur ein Blick auf den Fehrbelliner Platz zu sehen, die restlichen Szenen entstanden auf dem Universal-Gelände im kalifornischen Los Angeles County.
- Großer Ring mit Außenschleife (Deutschland, 1966) nennt sich die Route, die ein Straßenbahnfahrer jahrelang ohne Beanstandung gefahren ist, bis ihm die BVG unter einem Vorwand kündigt. Um auf seine Situation aufmerksam zu machen und gegen die Bürokratie zu protestieren, entwendet er nachts Straßenbahnen und fährt mit ihnen durch West-Berlin.
- Ein Lord am Alexanderplatz (Deutschland, 1967) erzählt von einem galanten Heiratsschwindler, der nach seiner Haftentlassung von München nach Ost-Berlin übersiedelt und bei seiner ähnlich veranlagten Tochter wohnt, bis die Volkspolizei gegen die beiden ermittelt. Detailliert zu sehen ist der seinerzeit im Wiederaufbau befindliche Alexanderplatz; erwähnt wird der damals entstehende Fernsehturm. Darüber hinaus wurde unter anderem am Lindencorso, beim Roten Rathaus und am Seddinsee gedreht.
- Der tapfere Schulschwänzer (Deutschland, 1967) ist ein Viertklässler aus Prenzlauer Berg, der für einen Tag die Schule schwänzt, durch Ost-Berlin streift und zufällig einen Wohnhausbrand an der Friedrichsgracht entdeckt, woraufhin die Feuerwehr zwei Kinder retten kann. Neben einigen Stadtpanoramen zeigt der Film unter anderem die Bauarbeiten am Alexanderplatz sowie den A-Teppich des Berliner Metallgestalters Fritz Kühn an der Stadtbibliothek.
- Todestanz eines Killers (Großbritannien, 1968) verdeutlicht die ausweglose Situation eines britisch-sowjetischen Doppelagenten, der im Kalten Krieg vom MI6 dazu beauftragt wird, in Berlin einen gewissen sowjetischen Agenten zu eliminieren, der er selbst ist. Gefilmt wurde am Breitscheidplatz, am Platz der Republik, an der AVUS, am Funkturm, am Flughafen Tempelhof, im Europa-Center, an der Berliner Mauer sowie an den Bahnhöfen Friedrichstraße und Tiergarten.
- Affäre in Berlin (USA, 1970), Abenteuer des US-Agenten mit Herz, Paul Kilian.
- Einer von uns beiden (Deutschland, 1974) ist die Verfilmung des gleichnamigen Romans von Horst Bosetzky und spielt in Kreuzberg, Charlottenburg und Grunewald zur Zeit der ersten Aktionen des Kommunistischen Studentenverbandes. Ein gescheiterter Student überführt einen Professor der Freien Universität Berlin des Plagiats und erpresst ihn, was den Professor zu skrupelloser Gegenwehr reizt.
- Unser Sandmännchen: Plastik und Blumen (Deutschland, 1975), Spaziergang durch die Skulpturenausstellung im Treptower Park
- Hostess (Deutschland, 1976) handelt von den Beziehungsproblemen einer Stadtbilderklärerin, die Mitte der 1970er Jahre bei der „Berlin-Information“ im Fernsehturm arbeitet. Der Film zeigt zahlreiche Stadtansichten von Ost-Berlin und einen der ersten Filmauftritte der Berliner Sängerin Nina Hagen.
- Sonnenallee (Deutschland, 1999) thematisiert das Leben Ost-Berliner Jugendlicher in den 1970er Jahren. Der dargestellte Straßenzug wurde im Filmstudio Babelsberg als Filmkulisse errichtet.
- Du und icke und Berlin (Deutschland, 1977) porträtiert den Aufbau Ost-Berlins anhand eines Bauarbeiters, den ein elfjähriges Mädchen gerne mit seiner alleinstehenden Mutter verkuppeln möchte. Der Film zeigt neben vielen Stadtansichten auch einige seinerzeit laufende Bauprojekte.
- Baby (Deutschland, 1984) ist ein Kriminalfilm von Uwe Frießner, in dem der Protagonist Baby davon träumt, ein eigenes Karatestudio zu eröffnen, dann allerdings von neuen Freunden zu einem Überfall verleitet wird.
- Der Baader Meinhof Komplex (Deutschland, 2007) behandelt die Entstehung und die Aktionen der RAF im Zeitraum von 1967 bis 1977, beginnend mit dem Staatsbesuch des Schahs Mohammad Reza Pahlavi in West-Berlin und der gewaltsamen Auflösung einer Demonstration, bei der der Student Benno Ohnesorg erschossen wird. Studentenführer Rudi Dutschke wird daraufhin am Kurfürstendamm von einem jungen Hilfsarbeiter angeschossen und schwer verletzt. Als Reaktion folgt ein Protest gegen den Axel-Springer-Verlag, an dem auch Ulrike Meinhof teilnimmt. Der Film schildert die Geschichte bis zur Todesnacht von Stammheim, bei der die Mitglieder gemeinschaftlichen Selbstmord begehen.
- Schauspielereien (Deutschland, 1978–1990), Familienserie des Fernsehens der DDR. Die Serie beinhaltet Kurzgeschichten aus Ost-Berlin. Jede der 65 Folgen besteht aus mehreren Einzelepisoden, in denen Schauspieler in verschiedene Rollen schlüpfen.
- Für Mord kein Beweis (Deutschland, 1979) zeigt viele Ansichten von Ost-Berlin und handelt von einer Frau aus Prenzlauer Berg, die ermordet im Langen See gefunden wird. Dies führt zur Entdeckung eines untergetauchten, früher im KZ Dachau während des nationalsozialistischen Euthanasie-Programms tätigen Arztes durch die Volkspolizei.
- Westen (Deutschland, 2013) zeigt, wie eine alleinerziehende Mutter im Herbst 1978 aus der DDR flieht und wie sie während der Akklimatisierung in West-Berlin ihre Vergangenheit im Notaufnahmelager Marienfelde verarbeiten muss.
- Die dritte Generation (Deutschland, 1979) ist eine sarkastische Komödie von Rainer Werner Fassbinder über eine fiktive dritte Generation der RAF im Winter 1978/1979 in West-Berlin, in der die antriebslosen Möchtegern-Terroristen gar nicht bemerken, dass sie für wirtschaftliche Interessen ferngesteuert werden. Der Film spielt unter anderem am Breitscheidplatz, am Askanischen Platz, am U-Bahnhof Moritzplatz, auf dem Jerusalem-Friedhof sowie im Rathaus Schöneberg und zitiert Klosprüche aus öffentlichen Berliner Toiletten.
- Das Ende des Regenbogens (Deutschland, 1979) ist ein Sozialdrama von Uwe Frießner über den 17-jährigen Jimmy, der mit seinem Wesen Männer und Frauen fasziniert und Ende der 1970er Jahre in West-Berlin lebt. Hier geht Jimmy auf den Strich und schnorrt sich durch, um zu überleben. Nachdem er anfangs noch auf der Straße schläft, nistet er sich in einer Studenten-WG ein, in der er mit Monika, Jörg und Gutmensch Dieter zusammenlebt, der eine Art Vater- und Mutterrolle übernimmt.
- Die große Flatter (Deutschland, 1979) beruht auf dem gleichnamigen Roman von Leonie Ossowski und erzählt von der Freundschaft zweier Jugendlicher, die mit ihren problematischen Familien in einer Asozialensiedlung in Charlottenburg-Nord leben. Stets in der Gefahr, straffällig zu werden, ziehen sie durch West-Berlin, träumen aber von der großen, weiten Welt.
- Kaltgestellt (Deutschland, 1980) beleuchtet das politische Klima in West-Berlin zur Zeit von Radikalenerlass und Rasterfahndung. Ein Lehrer gerät beruflich und sozial aufs Abstellgleis, als er die Affäre um einen V-Mann des Verfassungsschutzes an seiner Schule aufklären möchte. Eingebettet ist der Politthriller in Bilder, die die Wunden der geteilten Stadt zeigen.
- Solo Sunny (Deutschland, 1980) basiert auf der Lebensgeschichte von Sanije Torka und schildert die beruflichen und privaten Auseinandersetzungen einer jungen Schlagersängerin in der DDR. Gedreht wurde unter anderem in einem unrenovierten Mietshaus in der Kopenhagener Straße im Ortsteil Prenzlauer Berg.
- Berlin Chamissoplatz (Deutschland, 1980) behandelt das Problem der Entmietung von Altbauwohnungen im Ortsteil Kreuzberg zum Zwecke der Sanierung mit anschließender Mieterhöhung. Ein mit der Sanierung beauftragter Architekt verliebt sich in eine 20 Jahre jüngere Studentin, die sich für eine günstigere Instandsetzung der Gründerzeit-Häuser einsetzt. Gedreht wurde unter anderem am Chamissoplatz, am Kulturforum, am Flughafen Tegel und am Strandbad Wannsee.
- Heute Abend und morgen früh (Deutschland, 1980) erzählt den Tageslauf einer Ost-Berliner Zahnärztin und zeigt dabei ihren Heimweg von der Charité über die Oranienburger Straße zum Alexanderplatz sowie einen Besuch im Haus der Ungarischen Kultur
- Warum die UFOs unseren Salat klauen (Deutschland, 1980), Science-Fiction-Parodie mit Gastauftritten von Hildegard Knef, Curd Jürgens und Edgar Froese über die Züchtung eines Super-Salats in West-Berlin, die mit dem drohenden Dritten Weltkrieg endet.
- Christiane F. – Wir Kinder vom Bahnhof Zoo (Deutschland, 1981) erzählt über das Leben der drogenabhängigen Christiane Felscherinow, die im Alter von 14 Jahren beginnt, am Berliner Bahnhof Zoo der Prostitution nachzugehen. Der an Originalschauplätzen und zum Teil mit Laiendarstellern gedrehte Film ist eine Studie des Drogen- und Prostitutionsmilieus Anfang der 1980er Jahre rund um den Bahnhof Zoo.
- Possession (Frankreich, Deutschland, 1981) ist ein Horrorfilm des polnischen Regisseurs Andrzej Żuławski. Die Geschichte spielt in unmittelbarer Nähe der Mauer. Das Lexikon des internationalen Films bewertet den Film als ein „Werk kafkaesker Dimension“ und „nachhaltig bewegendes Kunstkino“.[2] Die Hauptdarstellerin Isabelle Adjani wurde sowohl auf dem Cannes Film Festival 1981 als auch beim französischen Filmpreis César 1982 als Beste Schauspielerin ausgezeichnet.
- Der Mann auf der Mauer (Deutschland, 1982) thematisiert als Tragikomödie die Absurdität der Teilung Berlins. Ein Bürger Ost-Berlins versucht mehrfach erfolglos, die Berliner Mauer zu überwinden und wird von der westdeutschen Bundesregierung aus der Haft freigekauft. In West-Berlin fühlt er sich allerdings fremd: Er vermisst seine Ehefrau, versucht sich als Mitarbeiter der Stasi und hat Visionen von einer Welt ganz ohne Mauern.
- James Bond 007 – Octopussy (Vereinigtes Königreich, 1983) nutzt als Agententhriller im Kalten Krieg das geteilte Berlin während der Zeit des NATO-Doppelbeschlusses und der westdeutschen Friedensbewegung als einen von mehreren Handlungs- und Drehorten. Gefilmt wurde u. a. am Grenzübergang Checkpoint Charlie, auf dem Kurfürstendamm, im Gefängnis Spandau und auf der AVUS.
- Didi – Der Doppelgänger (Deutschland, 1984) spielt an zahlreichen Orten West-Berlins.
- Westler (Deutschland, 1985) erzählt vom West-Berliner Studenten Felix, der sich in den Ost-Berliner Thomas verliebt. Der Film wurde in West-Berlin und zum Teil mit versteckter Kamera im Ostteil der Stadt gedreht.
- Dämonen 2 (Italien, 1985) in West-Berlin angesiedelter Horrorfilm, für den das Neue Schauspielhaus in Schöneberg die Kulisse eines rätselhaften Kinos bietet. Zu sehen gibt es unter anderem zahlreiche Tag- und Nachtimpressionen vom Kurfürstendamm, vom U-Bahnhof Wittenbergplatz und der Gegend um den Nollendorfplatz. Fernerhin beginnt der Film mit einer U-Bahn-Fahrt durch Kreuzberg, die am U-Bahnhof Heidelberger Platz endet.
- Wildgänse 2 (Großbritannien, 1985) ist ein fiktiver Abenteuerfilm, in dem ein Fernsehsender eine Gruppe von Söldnern anheuert, um den im Kriegsverbrechergefängnis Spandau inhaftierten Rudolf Heß zu befreien und durch seine Aussagen den Viermächte-Status zu torpedieren. Zu sehen sind – außer dem Gefängnis – der Flughafen Tegel, das Olympiastadion sowie die kurz nach den Dreharbeiten gesprengte Versöhnungskirche an der Berliner Mauer.
- Laputa (Deutschland, 1986), die spannungsreiche Beziehung zwischen einem Franzosen und einer Polin in Berlin
- Liebling Kreuzberg (Deutschland, 1986 bis 1998) ist eine ARD-Vorabendserie, in deren Mittelpunkt Rechtsanwalt Robert Liebling (Manfred Krug) und seine Kanzlei am Landwehrkanal stehen. Sie spielt an zahlreichen Schauplätzen West-Berlins und zeigt die Mauer sowie ihre Aussichtsplattform an der Ecke Waldemar-/Luckauer Straße. In den Staffeln nach der Deutschen Wiedervereinigung hat Liebling seine Kanzlei in Mitte und Prenzlauer Berg.
- Ein Richter für Berlin (USA/Deutschland, 1988) basiert auf der Flugzeugentführung von Danzig im August 1978, bei der zwei DDR-Bürger ein Flugzeug der polnischen Fluggesellschaft LOT von Danzig nach Berlin-Schönefeld entführten und den Piloten zur Landung auf dem damals von den amerikanischen Luftstreitkräften genutzten Flughafen Tempelhof zwangen. Für das Gerichtsverfahren wurde der besondere United States Court for Berlin mit einem amerikanischen Richter und zwölf deutschen Geschworenen aus West-Berlin gebildet.
- Coming Out (Deutschland, 1989) setzt sich mit dem schwulen Leben in Ost-Berlin auseinander und macht auch die latente Ausländerfeindlichkeit in der DDR zum Thema. Es ist der letzte Film, der im geteilten Berlin gedreht wurde: Am Abend der Uraufführung fiel die Mauer.
- Das Leben der Anderen (Deutschland, 2006) porträtiert die Arbeit des Ministeriums für Staatssicherheit der DDR im Berlin der 1980er Jahre, seine Angestellten und Opfer sowie die Aufarbeitung der systematischen Bespitzelung nach der politischen Wende.
- Meier (Deutschland, 1986) ist der Name eines Handwerkers in Ost-Berlin, der sich von einer Erbschaft illegal einen westdeutschen Reisepass kauft. Nach einer heimlichen Weltreise kehrt er aber in die DDR zurück, um den Reisepass zusammen mit einem Tagesvisum zukünftig für Materialbeschaffungen in West-Berlin zu nutzen. Für seinen florierenden Betrieb erhält er schließlich die Auszeichnung „Held der Arbeit“.
- Der Himmel über Berlin (Deutschland, 1987) von Wim Wenders erzählt die Geschichte zweier Engel, die Menschen in Berlin beobachten und an ihrem Leben teilhaben möchten. Neben einer Liebeserklärung an die Menschheit ist der Film eine Auseinandersetzung mit der Wirklichkeit der Bundesrepublik Deutschland in den 1980er Jahren und ein Zeitdokument der Berliner Stadtlandschaft, insbesondere des seinerzeit brachliegenden Gebietes am Potsdamer Platz.
- Linie 1 (Deutschland, 1988) ist ein Musicalfilm, in dem ein Mädchen nach Berlin kommt, um einen Rockstar zu suchen. Während ihrer Fahrten mit der Berliner U-Bahn lernt sie rund um die Linie U1 typische Berliner Punker, Arbeitslose, Buletten-Verkäufer, Zuhälter, Rentner und Spießer kennen. Der Film ist eine Liebeserklärung an die U-Bahn und den Ortsteil Kreuzberg der 1980er Jahre.
- Das freie Orchester (Deutschland, 1989) porträtiert satirisch die Mitglieder eines fiktiven Berliner Orchesters und dessen Auftritt.
- Die Architekten (Deutschland, 1990) verdeutlicht das gesellschaftliche Klima der Resignation während der letzten Jahre der DDR anhand eines Kollektivs junger, idealistischer und fortschrittlicher Ost-Berliner Architekten, die bei der Realisierung eines Bauprojekts in Friedrichsfelde mit dem beschränkten Denken erstarrter Funktionäre zu kämpfen haben, während immer mehr Bürger aus der DDR ausreisen.
- Banale Tage (Deutschland, 1992) spielt in Ost-Berlin der 1970er Jahre, unter anderem in der Volksbühne am Rosa-Luxemburg-Platz.
- Das Versprechen (Deutschland/Frankreich/Schweiz, 1995) erzählt die Geschichte eines Liebespaares aus Ost-Berlin, das sich im Herbst 1961 beim Versuch der Flucht aus der DDR verliert, im geteilten Berlin 28 Jahre lang getrennt weiterleben muss und sich bis zum Mauerfall im November 1989 nur vier Mal treffen kann.
- Helden wie wir (Deutschland, 1999) ist eine Verfilmung des gleichnamigen Romans von Thomas Brussig und behandelt das Leben in Ost-Berlin zwischen 1968 und 1989. Ein Mitarbeiter der Stasi verliebt sich in eine ehemalige Schulfreundin, die mittlerweile als Oppositionelle für mehr Demokratie in der DDR kämpft.
- Führer Ex (Deutschland, 2002) beruht auf den Erinnerungen von Ingo Hasselbach und thematisiert die deutsche Neonazi-Szene zur Zeit der politischen Wende in der DDR und nach der Wiedervereinigung. Zwei rebellische Freunde in Ost-Berlin landen 1986 wegen versuchten ungesetzlichen Grenzübertritts im Gefängnis, geraten dort in eine Gruppe von Neonazis und treffen sich 1990 in Berlin unter veränderten Vorzeichen wieder.
- Das Wunder von Berlin (Deutschland, 2008) erzählt von Marco, einem DDR-Punk, der unfreiwillig bei den Grenztruppen der NVA landet, während seine Mutter sich in der Bürgerrechtsbewegung Neues Forum engagiert und sein Vater beim Ministerium für Staatssicherheit arbeitet. Am Abend des 9. November 1989 steht Marco in vorderster Front der Soldaten an der Bornholmer Straße.
- Good Bye, Lenin! (Deutschland, 2003) erzählt die Geschichte einer Berliner Familie, deren Mutter im Oktober 1989 einen Herzinfarkt erleidet und ins Koma fällt. Um ihre Gesundheit nicht zu strapazieren, spielt ihr der Sohn nach dem Aufwachen einige Monate später zusammen mit einem Freund mithilfe von fingierten Sendungen der Aktuellen Kamera zuerst das Weiterbestehen der DDR und schließlich eine veränderte Version der politischen Wende vor.
- Die Mauer – Berlin ’61 (Deutschland, 2006) zeigt das Schicksal einer Berliner Familie, die am 13. August 1961 durch den Mauerbau überraschend auseinandergerissen wird. Der Fernsehfilm wurde nicht in Berlin gedreht, sondern in Köln, Duisburg und im polnischen Breslau.
- Der Tunnel (Deutschland, 2001) beruht auf einer wahren Geschichte, in der eine Gruppe von bereits geflohenen DDR-Bürgern mit Fluchthelfern ab August 1961 damit beginnt, von West-Berlin aus einen geheimen Tunnel unter der Berliner Mauer nach Osten zu graben, um weiteren Familienmitgliedern und Freunden die Flucht aus der DDR zu ermöglichen.
- Wie Feuer und Flamme (Deutschland, 2001) erzählt die Liebesgeschichte zwischen einer Schülerin aus West-Berlin und einem rebellischen DDR-Punk 1982 in Ost-Berlin, die immer wieder am Eingreifen der Stasi scheitert, bis sich die beiden nach einer siebenjährigen Trennung 1989 nach der politischen Wende wiederfinden.
- Liebe Mauer (Deutschland, 2009) handelt von einer Studentin, die 1989 in Kreuzberg an der Berliner Mauer direkt beim Grenzübergang Heinrich-Heine-Straße wohnt und sich dort in einen jungen Grenzsoldaten der Nationalen Volksarmee verliebt, was die Stasi und die CIA auf den Plan ruft. Als die Situation am 9. November zu eskalieren droht, fällt die Mauer.
- Herr Lehmann (Deutschland, 2003) gewährt Einblicke in das isolierte Lebensumfeld eines typischen Lebenskünstlers in Kreuzberg, der am Tag des Mauerfalls seinen 30. Geburtstag feiert.
- Boxhagener Platz (Deutschland, 2010) ist eine Komödie, die in der Gegend um den Boxhagener Platz in Ost-Berlin kleinbürgerliches Familienleben im Jahr 1968 zeigt, während im Westen der Stadt die Studentenbewegung stattfindet.
- Bornholmer Straße (Deutschland, 2014) zeigt die letzten Stunden nach der Pressekonferenz mit Günter Schabowski vor der Öffnung der Berliner Mauer am 9. November 1989 am Grenzübergang Bornholmer Straße aus der Sicht des Kommandanten, der die unklare Befehlslage zur Grenzöffnung nutzte und der Oberstleutnant Harald Jäger nachempfunden ist.
- Weissensee (Deutschland, 2010/2013/2015/2018) verlegt das Thema von Romeo und Julia in den Ost-Berliner Ortsteil Weißensee in den Jahren 1980 (1. Staffel), 1986 (2. Staffel), 1989/1990 (3. Staffel) und 1990 (4. Staffel). Die eine Familie engagiert sich bei der Stasi und Volkspolizei während die andere aus überzeugten Dissidenten besteht, die die Verfehlungen des DDR-Regimes zur Sprache bringen.
- Leander Haußmanns Stasikomödie (Deutschland 2022), Filmkomödie von Leander Haußmann. Ein junger Mann wird durch die Stasi angeworben und Anfang der 1980er Jahre in die Berliner Kulturszene am Prenzlauer Berg eingeschleust.

### Wiedervereinigung bis heute (seit 1990)
Dieser Abschnitt behandelt Berlin-Filme, die nach der politischen Wende und der deutschen Wiedervereinigung spielen.
- In weiter Ferne, so nah! (Deutschland, 1993) ist die Fortsetzung des Films Der Himmel über Berlin von 1987 und zeigt das weitere Schicksal und die Begegnungen der beiden (ehemaligen) Engel mit Menschen in Berlin. War im ersten Film noch die geteilte Stadt zu sehen, zeigt die Fortsetzung nun das Berlin der Aufbruchstimmung unmittelbar nach der deutschen Wiedervereinigung.
- Das Leben ist eine Baustelle (Deutschland, 1997) erzählt die Geschichte eines jungen Mannes in Berlin, dessen Leben auf der ‚Baustelle Berlin‘ im übertragenen Sinne ebenfalls eine Baustelle ist (komplizierte Liebe, HIV, Jobprobleme).
- Der Kindermord (Deutschland, 1997), Familiendrama.
- Das Finale (Deutschland, 1998) ist ein Fernsehfilm mit Christoph Waltz und Francis Fulton-Smith in den Hauptrollen. Im Mittelpunkt steht ein Überfall der Zentralkasse des Berliner Olympiastadions während des DFB-Pokal-Finales.
- Lola rennt (Deutschland, 1998) erzählt die Geschichte eines Berliner Ganoven-Pärchens in drei verschiedenen Versionen und nutzt Berlin als urbane, teilweise handlungsbestimmende Kulisse.
- Lola und Bilidikid (Deutschland, 1999) zeigt die schwule türkische Subkultur Berlins.
- Nachtgestalten (Deutschland, 1999) porträtiert episodenhaft verschiedene Menschen am Rande der Gesellschaft sowie deren Erlebnisse auf der Suche nach ihrem persönlichen Glück im nächtlichen Berlin.
- Der Einstein des Sex (Deutschland, 1999) erzählt das Leben von Magnus Hirschfeld. Im Zentrum der Filmbiografie steht das Berliner Institut für Sexualwissenschaft, Hirschfelds Lebenswerk.
- Der Zimmerspringbrunnen (Deutschland, 2001) zeigt den Wiederaufbau des Potsdamer Platzes und karikiert das Phänomen der Ostalgie. Ein nach der politischen Wende arbeitslos gewordener Mann kreiert in seiner Plattenbau-Wohnung einen Zimmerspringbrunnen mit einem Modell des Berliner Fernsehturms auf einer Platte in Form der DDR-Karte und erzielt damit einen unerwarteten Verkaufserfolg.
- Berlin is in Germany (Deutschland, 2001) erzählt die Geschichte eines ehemaligen DDR-Bürgers, der im Jahr 2000 nach elf Jahren Haft in das nun wiedervereinigte Berlin entlassen wird. In einem Land, das er bisher nur aus dem Fernsehen kannte, versucht er, beruflich und familiär Fuß zu fassen. Der Film wurde überwiegend in Berlin gedreht.
- Was tun, wenn’s brennt? (Deutschland, 2001) porträtiert sechs frühere Mitglieder der autonomen Punk- und Hausbesetzer-Szene in Berlin-Kreuzberg, die 13 Jahre nach einer 1987 begangenen Straftat belastendes Beweismaterial vernichten müssen, um ihr mittlerweile teils spießbürgerliches Leben nicht zu gefährden.
- Emil und die Detektive (Deutschland, 2001) verlegt den gleichnamigen Roman von Erich Kästner aus den 1920er Jahren mit Detailänderungen in das Berlin des 21. Jahrhunderts. Die Kinder nutzen bei der Jagd auf den Dieb Skateboards und Mobiltelefone und kommen dabei unter anderem zum Schlesischen Tor, Kulturforum, Schloss Bellevue, Alexanderplatz, in den Zoo, zum Pariser Platz und zum Hotel Adlon.
- Shots (Deutschland, 2003) beschreibt den „Berlin-Mythos“ der Nullerjahre, die mittlerweile zum Elixier der Hauptstadt geworden sind, und das Lebensgefühl junger Menschen in dieser Zeit mit fast dokumentarischer Kamera. Im Film tauchen die verschiedensten In-Treffpunkte der damaligen Zeit auf wie die Oranienburger Straße, das Tacheles, das Viertel um die Hackeschen Höfe und der 2014 geschlossene Szene-Club Cookies.
- Kroko (Deutschland, 2003) gewährt Einblick in das Umfeld eines gewaltbereiten und kriminellen 17-jährigen Mädchens im Wedding, das wegen Fahrens ohne Fahrerlaubnis und anderer Delikte dazu verurteilt wird, Sozialstunden in einer Wohngemeinschaft für Behinderte abzuleisten.
- Die Bourne Verschwörung (USA/Deutschland/Österreich, 2004) stellt die Aktionen eines CIA-Agenten und ehemaligen Auftragskillers dar, spielt zum Teil in Berlin und wurde überwiegend dort gedreht. Auch weitere, in anderen Ländern handelnde Szenen wurden in Berlin aufgenommen.
- Status Yo! (Deutschland, 2004) erzählt episodenhaft Geschichten über die Berliner Underground Hip-Hop-Szene und ihre multikulturellen Protagonisten, die im Alltag mit Problemen in der Liebe, mit Arbeitslosigkeit, Rassismus und Antirassismus, Schlägereien, Geldproblemen und der Suche nach dem eigenen Vater konfrontiert sind.
- Die fetten Jahre sind vorbei (Österreich/Deutschland, 2004). Der Film handelt von drei kapitalismuskritischen Berliner Großstadtrevolutionären, die in Zehlendorfer Villen einbrechen, aber nichts stehlen, sondern die Möbel verrücken und konsumkritische Botschaften hinterlassen. Nach einer Entführung spielt der zweite Teil des Films in Tirol, wo die Protagonisten sich über die Studentenbewegung der 1960er Jahre in West-Berlin unterhalten.
- Muxmäuschenstill (Deutschland, 2004) porträtiert und karikiert als pseudo-dokumentarischer Film einen selbsternannten Weltverbesserer, der in Berlin und Umgebung im Sinne einer Selbstjustiz die Straftaten seiner Mitmenschen aufdeckt und bestraft, und dabei gar nicht bemerkt, wie er selbst zum Täter wird.
- Alles auf Zucker! (Deutschland, 2004) karikiert auf humoristische Weise jüdisches Leben und Brauchtum in Berlin. Eine durch die Teilung Berlins sowie durch religiöse und politische Überzeugungen getrennte Familie muss nach der deutschen Wiedervereinigung für eine Erbschaft wieder zueinander finden. Zu sehen sind unter anderem die Neue Synagoge, die Synagoge Rykestraße und der Jüdische Friedhof Weißensee.
- Sommer vorm Balkon (Deutschland, 2005) erzählt die Geschichte zweier Nachbarinnen in Berlin und ihrer Probleme bezüglich Partnersuche, Arbeitslosigkeit und Alkoholismus. Der Film wurde in der Umgebung des Helmholtzplatzes in Prenzlauer Berg gedreht.
- Walk on Water (Israel/Deutschland, 2005) erzählt von Axel, einem jungen Mann, der zunächst seine Schwester in Israel besuchen will und dabei von Eyal begleitet wird, einem Agenten des Mossad. Eyal hat den Auftrag, Axels Großvater zu töten, der in der Zeit des Nationalsozialismus Verbrechen gegen die Juden begangen hat. Der zweite Teil des Films spielt in Berlin, unter anderem am Alexanderplatz und an der AVUS.
- Knallhart (Deutschland, 2006) schildert in drastischer Weise das soziale Milieu des Berliner Bezirks Neukölln und den täglichen Überlebenskampf seiner jugendlichen Bewohner mit und ohne Migrationshintergrund, aber auch die Hilflosigkeit der Bezugspunkte Schule und Familie. Als Kontrast hierzu wird zu Beginn des Films kurz das Leben in einer Villa im gut situierten Berliner Ortsteil Zehlendorf gezeigt.
- Schwarze Schafe (Deutschland/Schweiz, 2006) erzählt in fünf Episoden die Geschichten von Berlinern mit Geldproblemen.
- Valerie (Deutschland, 2006) ist der Name eines arbeitslosen und einsamen Models, das wegen Geldmangels über die Weihnachtstage in der Tiefgarage des Hotels Grand Hyatt in der Nähe des Potsdamer Platzes übernachten und tagsüber den Schein eines geregelten Lebens aufrechterhalten muss.
- Tornado – Der Zorn des Himmels (Deutschland, 2006) ist ein fiktiver Katastrophenfilm, in dem ein junger Meteorologe nach Forschungen in Oklahoma nach Berlin zurückkehrt und aufgrund der dortigen Wetterdaten einen Tornado voraussagt. Nachdem die Windhose wegen mangelnder Vorbereitungen große Teile der Stadt zerstört und Menschenleben gefordert hat, entschließt sich der Senat von Berlin nach anfänglicher Ablehnung zum Aufbau eines Frühwarnsystems.
- Keinohrhasen (Deutschland, 2007) erzählt die Geschichte eines Lokalreporters, der in einem Berliner Kinderhort 300 Sozialstunden ableisten muss und sich dort in die Leiterin verliebt. Die Fortsetzung Zweiohrküken (Deutschland, 2009) gewährt zwei Jahre später Einblick in den Zustand der Beziehung. Beide wohnen und arbeiten immer noch in Berlin.
- Das Inferno – Flammen über Berlin (Deutschland, 2007) ist ein fiktiver Katastrophenfilm, in dem in der Restaurantebene des Berliner Fernsehturms nach einem Kabelbrand ein offenes Feuer ausbricht und ein unehrenhaft entlassener ehemaliger Feuerwehrmann der Berliner Feuerwehr bei der Rettung der Eingeschlossenen mithelfen muss. Ein Ingenieur erläutert dabei detailliert die Konstruktion der Turmkugel.
- Leroy (Deutschland, 2006/2007). Liebeskomödie. Erschien zunächst als Kurzfilm (2006), dann in Spielfilmlänge (2007). Leroy ist ein 17-jähriger Junge und lebt in Berlin, wo auch der Film spielt.
- Berlin Calling (Deutschland, 2008) erzählt die Geschichte eines Musikers aus der Berliner Electro-Szene, der in Drogen- und Finanzprobleme verstrickt ist.
- Berlin am Meer (Deutschland, 2008). Der Spielfilm zeigt die Erlebnisse des jungen Electro-DJs Tom und seiner Freunde im sommerlichen Berlin und dessen Nachtleben.
- Männerherzen (Deutschland, 2009) befasst sich mit den Beziehungsproblemen und beruflichen Herausforderungen von fünf Männern in Berlin, die alle im selben Fitnessstudio trainieren. Zwischen den Episoden sind Panoramaaufnahmen der Stadt zu unterschiedlichen Tageszeiten zu sehen; gedreht wurde unter anderem am Alexanderplatz und am Gendarmenmarkt. Ähnliche Aufnahmen zeigt auch die Fortsetzung Männerherzen … und die ganz ganz große Liebe (Deutschland, 2011), in der die Männer in der Hauptstadt weiter um eine berufliche Weiterentwicklung und die Herzen ihrer Frauen kämpfen müssen.
- Wir sind die Nacht (Deutschland, 2010). Vampirfilm der in der Clubszene des heutigen Berlin spielt. Gedreht wurde im Herbst 2009 in Berlin, u. a. im Spreepark, am Bahnhof Zoo und auf dem Teufelsberg.
- Zivilcourage (Deutschland, 2010). Der Fernsehfilm zeigt Götz George als Besitzer eines Buchantiquariats in Kreuzberg, der mit einer Gang in Konflikt gerät. Goldene Kamera 2011 in der Kategorie Bester deutscher Fernsehfilm.
- Im Angesicht des Verbrechens (Deutschland, 2010). Die Miniserie von Dominik Graf handelt von den Ermittlungen Berliner Polizisten im Milieu der Russenmafia. Deutscher Fernsehpreis 2010 als Bester Mehrteiler.
- Eine flexible Frau (Deutschland, 2010). Spielfilm über eine arbeitslose Architektin in Berlin.
- Unknown Identity (USA/Deutschland, 2011). Action-Thriller vor der Kulisse Berlins mit Liam Neeson als US-amerikanischer Wissenschaftler, der nach einem Unfall seiner Identität beraubt wird. Der Film wurde im harten Winter 2009/2010 in Berlin gedreht, die europäische Premiere fand bei der Berlinale 2011 statt.
- Fenster zum Sommer (Deutschland, 2011). Eine Übersetzerin für technische Dokumentationen aus Berlin reist mit ihrem neuen Freund nach Finnland, erlebt dort in einer Nacht aber einen Zeitsprung in die Vergangenheit. Sie erwacht einige Monate zuvor im winterlichen Berlin bei ihrem alten Freund. Im Berliner Großstadtdschungel versucht sie, die Vergangenheit zu ändern, was nicht immer erfolgreich ist.
- Oh Boy (Deutschland, 2012) zeigt in Schwarzweiß einen Tag und eine Nacht im Leben eines ehemaligen Berliner Studenten, der sich ziellos durch die deutsche Hauptstadt treiben lässt und dabei unterschiedlichsten Menschen begegnet. Der Film erhielt den Deutschen Filmpreis 2013 in der Kategorie Bester Spielfilm in Gold.
- Berlin für Helden (Deutschland, 2012) handelt als Liebesfilm von fünf jungen Menschen, die in Berlin in den Tag hinein leben.
- HARTs 5 – Geld ist nicht alles (Deutschland, 2012) ist eine für lediglich 5000 Euro und komplett ohne Förderung gedrehte Low-Budget-Berlinkomödie, die den Kampf von vier Berliner „mittvierziger“ Hartz4-Empfängern zeigt, die gegen den Abriss ihres Kindergartens in Prenzlauer Berg durch einen schwäbischen Investor kämpfen. Drehorte waren unter anderem der Mauerpark, der Rote Salon in der Volksbühne und die Hafenbar. Im Soundtrack tauchen zudem Berliner Schlager der 1920er Jahre von Harry Steier auf.
- Hai-Alarm am Müggelsee (Deutschland, 2013), Komödie von Leander Haußmann und Sven Regener aus dem Jahr 2013 über einen vermeintlichen Hai im Müggelsee in Friedrichshagen
- Nashorn im Galopp (Deutschland, 2013) erzählt von der Liebe eines Mannes zu Berlin und einer Frau.
- A Most Wanted Man (Vereinigtes Königreich, 2013) ist ein Spionage-Thriller, der in Hamburg und Berlin spielt und auf dem im englischen Original gleichnamigen Buch basiert. Der 2014 verstorbene Schauspieler Philip Seymour Hoffman spielt die Hauptrolle, Regie führte Anton Corbijn.
- Das Ende der Geduld (Deutschland, 2014) zeigt, basierend auf dem gleichnamigen Buch von Kirsten Heisig, die letzten zwei Jahre im Leben einer Jugendrichterin in Neukölln mit der Einführung des Neuköllner Modells zur besseren und schnelleren Verfolgung von jugendlichen Straftätern sowie den unerwarteten Suizid der Richterin im Sommer 2010.
- Who Am I – Kein System ist sicher (Deutschland, 2014) handelt von einer Hackergruppe in Berlin, die global auf sich aufmerksam machen will. Ihre Suche nach Anerkennung in Darknets bleibt so lange ungefährlich, bis durch einen toten V-Mann die Aufmerksamkeit der Ermittlungsbehörden geweckt wird.
- Victoria (Deutschland, 2015) erzählt von einer bewegten Nacht in Berlin. Der Film ist in einer einzigen 140-minütigen Kameraeinstellung gedreht. Er wurde beim Deutschen Filmpreis 2015 in sechs Kategorien mit einer Goldenen Lola prämiert, u. a. als bester Spielfilm und für die beste Regie sowie auf der Berlinale 2015 mit dem Silbernen Bären für die beste Kamera.
- Jack (Deutschland, 2014) ist ein Film von Edward Berger. Im Film wird der zehnjährige Jack von seiner jugendlichen Mutter in Berlin vernachlässigt und ist dadurch mit seinem Bruder Manuel mehr oder weniger auf sich allein gestellt. Jack ist ein Film über die Reise eines Jungen, der früh gelernt hat, Verantwortung zu übernehmen. Die Uraufführung des Films war am 7. Februar 2014 im Wettbewerb der 64. Berlinale. Der Film erhielt den Deutschen Filmpreis 2015 in Silber, wurde außerdem nominiert für das beste Drehbuch und die beste Regie.
- Fucking Berlin (Deutschland, 2016) ist die Verfilmung der Autobiografie von Sonia Rossi, in der sie ihre Erlebnisse als Mathematikstudentin und Gelegenheitsprostituierte schildert. Dazu kommen vielfältige Beziehungsgeschichten vor dem Hintergrund des alternativen Berlin.
- Hard & Ugly (Deutschland, 2017) ist eine Tragikomödie nach einem Buch von Malte Wirtz. Der Protagonist Et verliert seinen Job und damit auch seine Lust am Leben. Erst als er Carla kennenlernt, die gerade von ihrem zukünftigen Ehemann verlassen wurde und Et, der sich von einer Brücke stürzen will, vorm Sterben rettet, wendet sich das Blatt und sie streifen gemeinsam durch die Berliner Nacht. Der Film hatte seine Weltpremiere am 31. März 2017 im Deutschen Filmmuseum.
- Berlin Falling (Deutschland, 2017) ist ein Thriller nach einer Idee von Ken Duken. Der ehemalige Elitesoldat Frank Balzer ist von seinen Kriegseinsätzen traumatisiert und völlig heruntergekommen. Eines Tages fährt er nach Berlin, um seine bei seiner Ex-Frau lebende Tochter Lilly vom Hauptbahnhof abzuholen, die er seit langem nun endlich wieder einmal sehen darf. Unterwegs nimmt er an einer Tankstelle den Anhalter Andreas mit. Dieser hat eine Bombe dabei und will Frank benutzen, um einen Anschlag auf den Hauptbahnhof zu verüben.
- Berlin Syndrome (Australien, 2017) ist ein Filmdrama von Cate Shortland, das auf einem gleichnamigen Buch von Melanie Joosten basiert. Film und Buch handeln von einer jungen australischen Fotografin, die als Backpackerin nach Berlin kommt und nach einem One-Night-Stand mit einem Deutschen feststellen muss, dass dieser sie in seiner Wohnung eingeschlossen hat. Der Film wurde im Rahmen des Sundance Film Festivals 2017 als Wettbewerbsfilm im Rahmen des World Cinema Dramatic Competition nominiert.
- 4 Blocks (Deutschland 2017), ist eine deutsche Dramaserie. Im Zentrum der Handlung steht Ali „Toni“ Hamidi, Oberhaupt eines kriminellen Familienclans aus Neukölln und sein Kindheitsfreund Vince, der als verdeckter Ermittler der Polizei auf die Hamadis angesetzt wurde. Im Verlauf der Serie verschwimmen die Grenzen zwischen Gut und Böse, Polizei und Verbrechern, Freund und Feind. Gedreht wurde in Berlin an den Originalschauplätzen der Serie, wie dem Görlitzer Park, der High-Deck-Siedlung, der Sonnenallee und dem Kottbusser Tor. Bisher existieren zwei Staffeln, eine dritte und letzte ist bereits in Arbeit.
- Kundschafter des Friedens (Deutschland 2017) lässt vier ehemalige und inzwischen älter gewordene Kundschafter des Friedens aus Berlin im Auftrag des Bundesnachrichtendienstes den entführten Präsidenten einer fiktiven ehemaligen Sowjet-Republik befreien.
- Nur ein Tag in Berlin (Deutschland 2018) ist ein Drama nach einem Buch von Malte Wirtz. Mia und Linda treffen sich nach langer Zeit wieder und verbringen einen gemeinsamen Tag in Berlin.
- Cleo (Deutschland, 2019) erzählt von einer jungen Frau in Berlin, die auf der Jagd nach dem Schatz der Gebrüder Sass ist. In deren Besitz soll sich eine Zeitmaschine befinden, mit der sie den Tod ihrer Mutter im Jahr 1989 verhindern will. Ihre Suche führt sie zu sagenumwobenen Orten in Berlin.
- Mute (Deutschland/GB 2018), Mystery-Thriller von Duncan Jones. Im Jahr 2052 fristet der Barkeeper Leo Beiler eine triste Existenz in den Straßen Berlins. Die Metropole hat sich in den vergangenen 40 Jahren in einen urbanen Moloch verwandelt, in dem das pure Chaos herrscht, und finstere Gestalten die Stadt belagern.
- Herren (Deutschland 2019), amüsante Berliner-Pissoir-Reiniger-Milieuschilderung
- Berlin Alexanderplatz (Deutschland/Niederlande 2020), Drama von Burhan Qurbani. Neuverfilmung des Romans von 1929, der die Handlung in die Gegenwart verlegt. Ein afrikanischer Immigrant kommt in einem Berliner Flüchtlingsheim unter und heuert auf einer Baustelle am Alexanderplatz an.
- Berlin, Berlin – Der Film (Deutschland 2020), Filmkomödie von Franziska Meyer Price. Fortsetzung der von 2002 bis 2005 im Vorabendprogramm des Ersten ausgestrahlten gleichnamigen Serie.
- Ich bin dein Mensch (Deutschland 2021), Filmkomödie von Maria Schrader. In Berlin begegnet eine Frau einem humanoiden Roboter. Der Film war deutscher Kandidat für die Oscars 2022.
- Lieber Thomas (Deutschland 2021), Filmdrama von Andreas Kleinert. Filmbiografie über den Schriftsteller und Filmemacher Thomas Brasch, der 1968 auf den Straßen Berlins demonstrierte und später zu einem gefeierten Bestsellerautor avancierte. Der Film erhielt im Rahmen des Deutschen Filmpreises 2022 insgesamt neun Auszeichnungen.
- Nebenan (Deutschland 2021), schwarze Komödie von Daniel Brühl. In Berlin wird ein Filmstar von einem Nachbarn mit Enthüllungen konfrontiert.
- Je suis Karl (Deutschland 2021), Filmdrama von Christian Schwochow. Eine junge Frau, deren Familie Opfer eines Terroranschlags in Berlin wurde, verliebt sich in den charismatischen Anführer einer europaweiten Revolution.
- Wunderschön (Deutschland 2022), Episodenfilm von Karoline Herfurth. Fünf Frauen stehen in Berlin im Spannungsfeld zwischen angekratztem Selbstbild und vermeintlich notwendiger Selbstoptimierung.
- The Contractor (USA 2022), Actionthriller von Tarik Saleh. Ein Sergeant der US Army wird unehrenvoll aus der Armee entlassen, heuert bei einer privaten Security-Firma an, soll in Berlin einen syrischstämmigen Biochemiker beschatten und gerät in eine Verschwörung.
- Liebesdings (Deutschland 2022), Liebeskomödie von Anika Decker. Ein Filmstar flieht vor den Medien und seiner Vergangenheit in Neukölln und kommt in einem feministischen Off-Theater in Berlin unter.
- Sonne und Beton (Deutschland 2023), Coming-of-Age- und Kriminalfilm von David Wnendt. Im Hitzesommer 2003 brechen vier Klassenkameraden aus der Gropiusstadt in ihre Schule ein, um sich auf diese Weise ihrer Geldprobleme zu entledigen.